# Parentis-en-Born
 Parentis-en-Born  (en occitano Parentís) es una población y comuna francesa, situada en la región de Aquitania, departamento de Landas, en el distrito de Mont-de-Marsan. Es el chef-lieu del cantón de Parentis-en-Born, aunque Biscarrosse la supera en población.

## Demografía
| 2490 | 3769 | 4036 | 4076 | 4056 | 4429 |
| Para los censos de 1962 a 1999 la población legal corresponde a la población sin duplicidades (Fuente: INSEE [Consultar]) |      |      |      |      |      |